# Huvudord
Satserna i språket är uppbyggda av fraser, vilka i sin tur är uppbyggda av ord. Det syntaktiskt överordnade ordet i en fras kallas huvudord. Övriga i frasen ingående fraser eller ord är bestämningar till huvudordet. Termen huvudord brukar dock inte användas om den fras som innehåller det finita verbet, alltså predikatet, eftersom denna verbfras kan sägas representera själva satsen. Inte heller används termen huvudord i till exempel fall som Han köpte bilen obesiktigad, där det visserligen finns en syntaktisk (och semantisk) koppling mellan bilen och obesiktigad, men där dessa båda led likväl inte bildar en fras.

## Ett exempel
Försiktigt drog hon igen dörren bakom sig. Huvudordet är här "dörren".